# Sonnentau
Die Gattung Sonnentau (Drosera) zählt zur Familie der Sonnentaugewächse (Droseraceae) und bildet mit ihren über 200 Arten die zweitgrößte Gattung fleischfressender Pflanzen. Charakteristisch sind die mit Klebedrüsen besetzten Blätter der Pflanzen, die ihr den Fang von Beute und so das Gedeihen auch auf sehr nährstoffarmen Böden ermöglichen.
Die Gattung ist annähernd weltweit verbreitet; Hauptverbreitungsgebiete sind Australien, Südamerika und Südafrika. Zahlreiche der Arten sind durch den Menschen gefährdet. Einige wenige Arten allerdings werden als Zierpflanzen geschätzt.

## Beschreibung

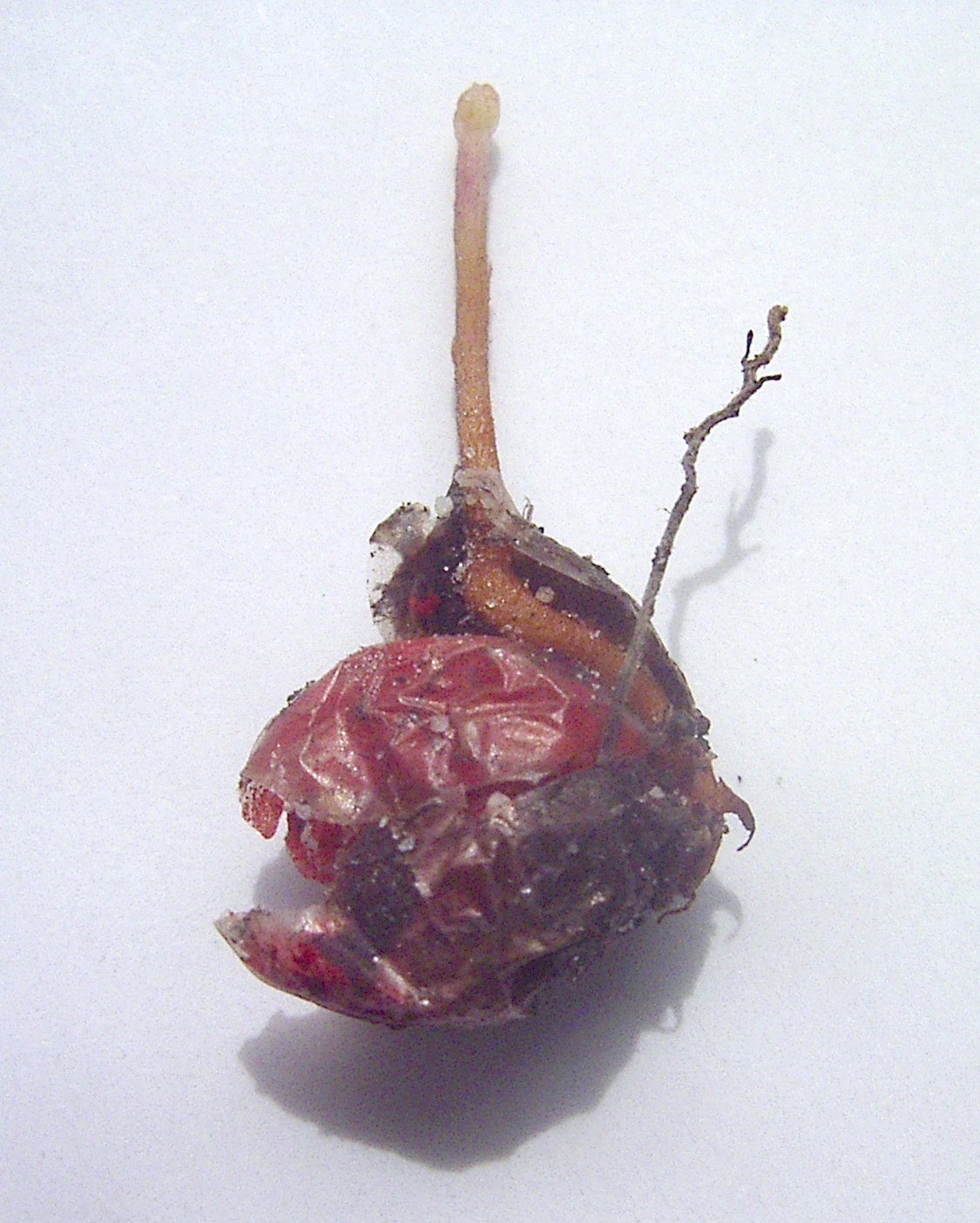
Austreibende Knolle von Drosera zonaria

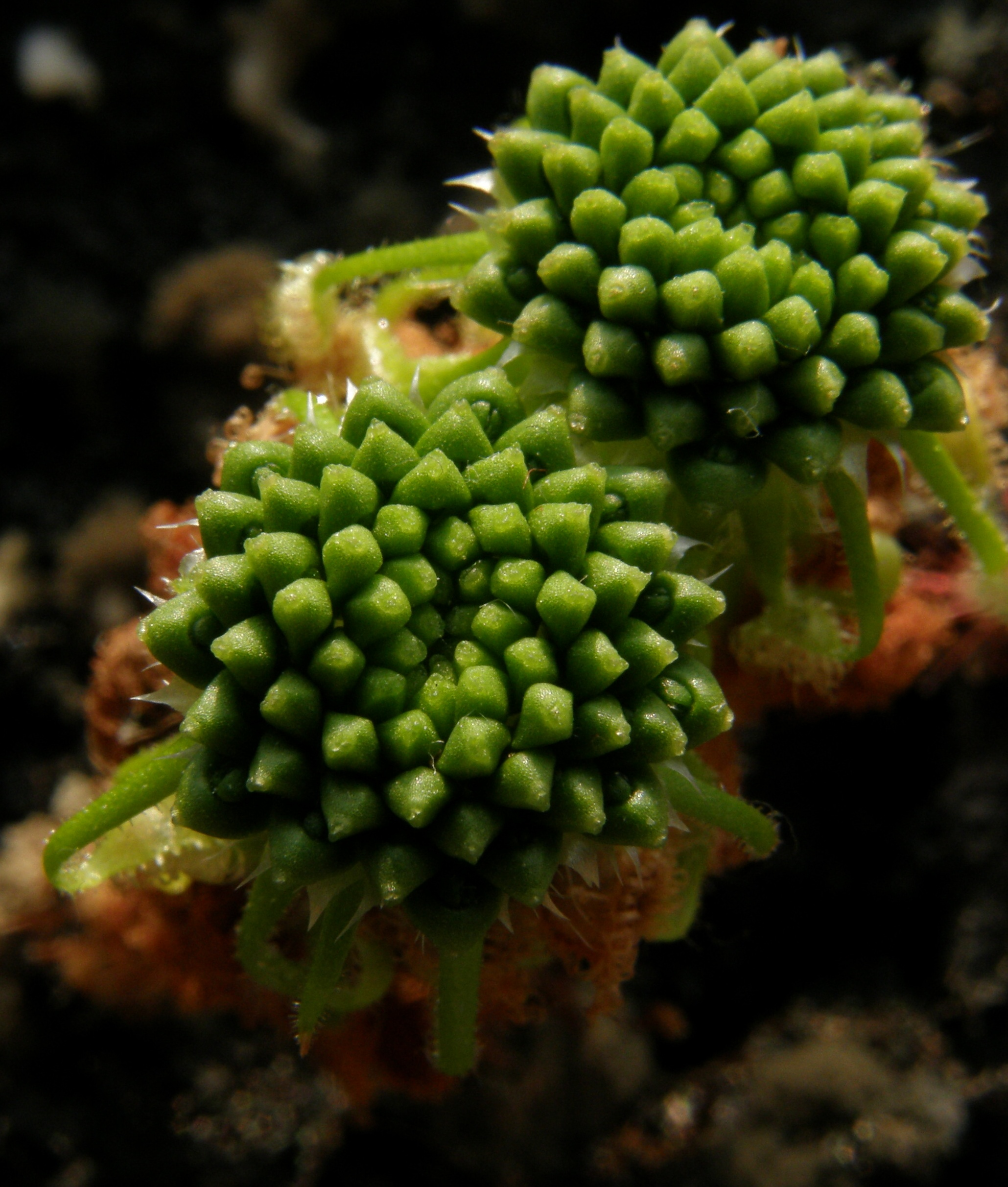
Brutschuppen an Drosera scorpioides

Sonnentauarten sind selten ein-, meist aber mehrjährige krautige Pflanzen, rosettenbildend, aufrecht oder kletternd mit einer Wuchshöhe von einem bis einhundert Zentimetern, je nach Art. Kletternde Sonnentau-Arten können jedoch eine wesentlich größere Länge erreichen, über 3 Meter sind berichtet worden (Drosera erythrogyne). Sie können nachweislich ein Alter von über 50 Jahren erreichen. Die Gattung ist so sehr auf die Aufnahme von Stickstoff durch Insektenfänge spezialisiert, dass ihr, zumindest bei den Zwergsonnentauarten, das Enzym Nitratreduktase vollständig fehlt, das Pflanzen normalerweise zur Aufnahme von bodengebundenem Nitrat benötigen. Vegetative Vermehrung findet durch oberirdische Ausläufer, Stolonen, oder – je nach Wuchsform – durch Knollenbildung oder Brutschuppen statt.

### Wuchsformen
Die Gattung lässt sich in verschiedene Wuchsformen einteilen:
- Temperierte Formen: Hierzu zählen alle in Europa vorkommenden Arten. Die Pflanzen ziehen zur Überwinterung in eine Überwinterungsknospe, einen sogenannten Hibernakel ein, aus dem sie im Frühjahr wieder austreiben (= Hemikryptophyt). Interessanterweise existieren von einigen solchen Arten auch Formen unter subtropischen bis tropischen Bedingungen, die keine Winterruhe einlegen und dementsprechend auch keine Hibernakel ausbilden (Langblättriger Sonnentau, Mittlerer Sonnentau).
- Subtropische Formen: Die Pflanzen haben unter klimatisch annähernd gleich bleibenden Bedingungen eine ganzjährige Vegetationsperiode.
- Zwergdrosera: Eine Gruppe von rund 40 australischen Arten, die sich durch Zwergwuchs, die Bildung von Brutschuppen und die Ausbildung einer dichten Behaarung im Herzen der Rosette auszeichnen. Diese dient der Pflanze dazu, sich vor der intensiven Sonne im australischen Sommer zu schützen. Sie entspricht der Sektion Bryastrum.
- Knollendrosera: Über vierzig australische Arten ziehen zur Überdauerung eines extrem trockenen Sommers in eine unterirdische Knolle ein, aus der sie im Herbst wieder austreiben. Diese sogenannten Knollendrosera werden weiter unterteilt in aufrechtwachsende, kletternde und rosettenförmige Arten. Die Gruppe entspricht weitgehend der Untergattung Ergaleium.
- Petiolaris-Komplex: Eine tropische Gruppe australischer Arten, die unter gleich bleibend hohen Temperaturen, aber in wechselfeuchten Bedingungen lebt. Einige der 14 Arten der Gruppe haben dazu spezielle Strategien herausgebildet, zum Beispiel eine dichte Behaarung, die gleichermaßen vor Austrocknung schützt wie zum Auffangen von Kondenswasser aus der Luft dient; dies ist etwa beim Morgentau der Fall. Sie entspricht weitgehend der Sektion Lasiocephala.

Obwohl nicht durch eine Wuchsform im strengen Sinne definiert, wird häufig noch eine weitere Gruppierung angeführt:
- Queenslanddrosera: Eine kleine Gruppe dreier eng verwandter Arten (Drosera schizandra, Drosera prolifera und Drosera adelae), die bei extrem hoher Luftfeuchtigkeit und geringer Lichtintensität in tropischen Regenwäldern im Norden des australischen Bundesstaates Queensland gedeihen und dort endemisch sind. Sie bevorzugen allerdings unterschiedliche Mikrohabitate und kommen nie gemeinsam vor.[4]

### Wurzeln

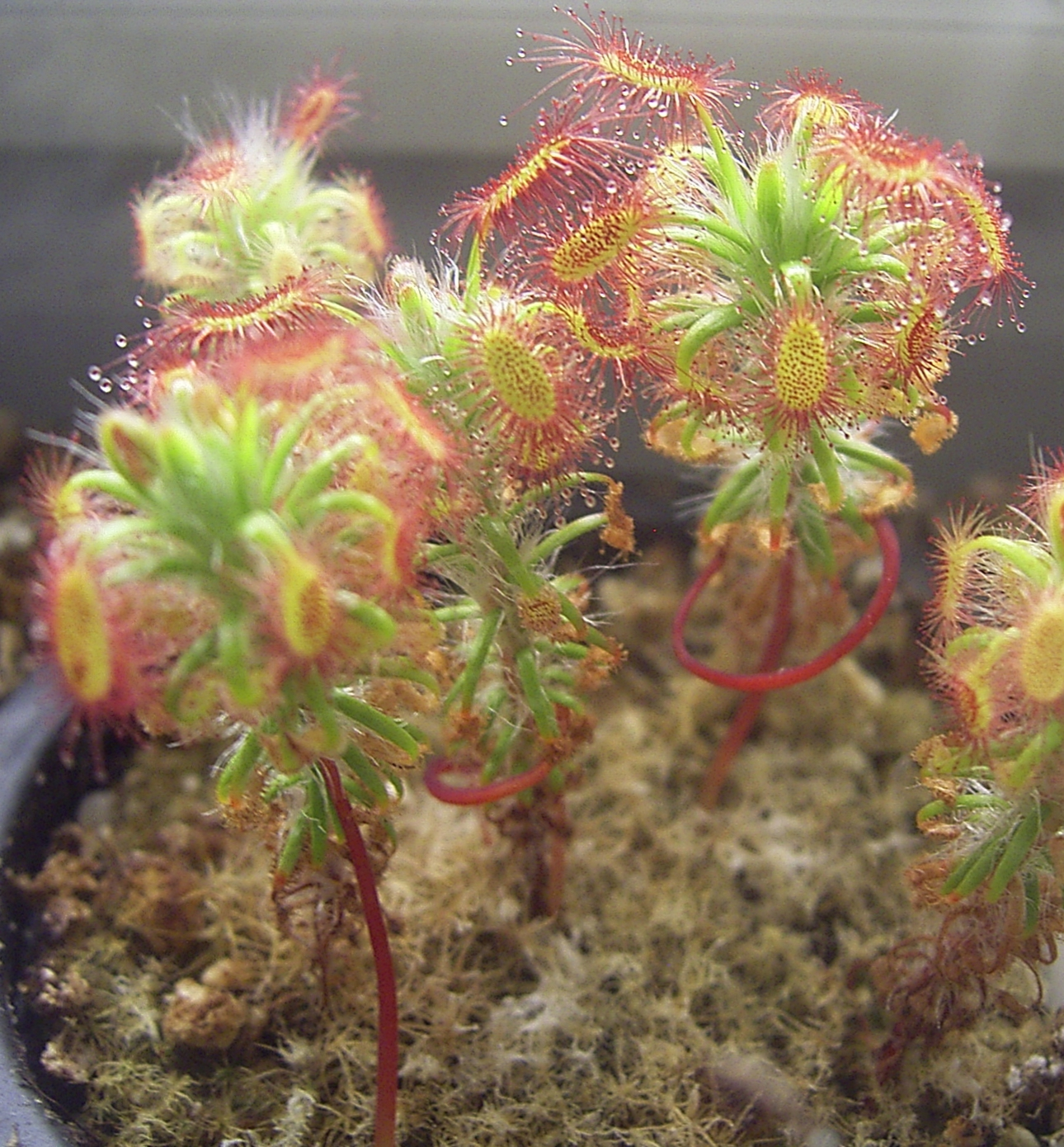
Stützwurzeln bei Drosera lasiantha

Das Wurzelsystem der meisten Sonnentau-Arten ist nur schwach ausgeprägt. Es dient hauptsächlich der Verankerung der Pflanze im Untergrund und zur Wasseraufnahme; für die Nährstoffversorgung sind die Wurzeln nahezu bedeutungslos. Einige südafrikanische Arten speichern in ihrer Wurzel Wasser und auch Nährstoffe. Bei manchen australischen Arten sind zu diesem Zwecke Knollen als Speicherorgane angelegt; sie dienen zur Überdauerung der Pflanze in extremer Trockenheit. Die Pfahlwurzeln von Zwergsonnentauarten sind oft extrem verlängert im Verhältnis zu ihrer Größe, eine ein Zentimeter große Pflanze kann eine Pfahlwurzel von bis zu 15 Zentimetern Länge ausbilden. Stämmchenbildende Zwergsonnentauarten bilden häufig im Alter Stützwurzeln aus, die von der Krone herab zum Boden wachsen.

### Blätter

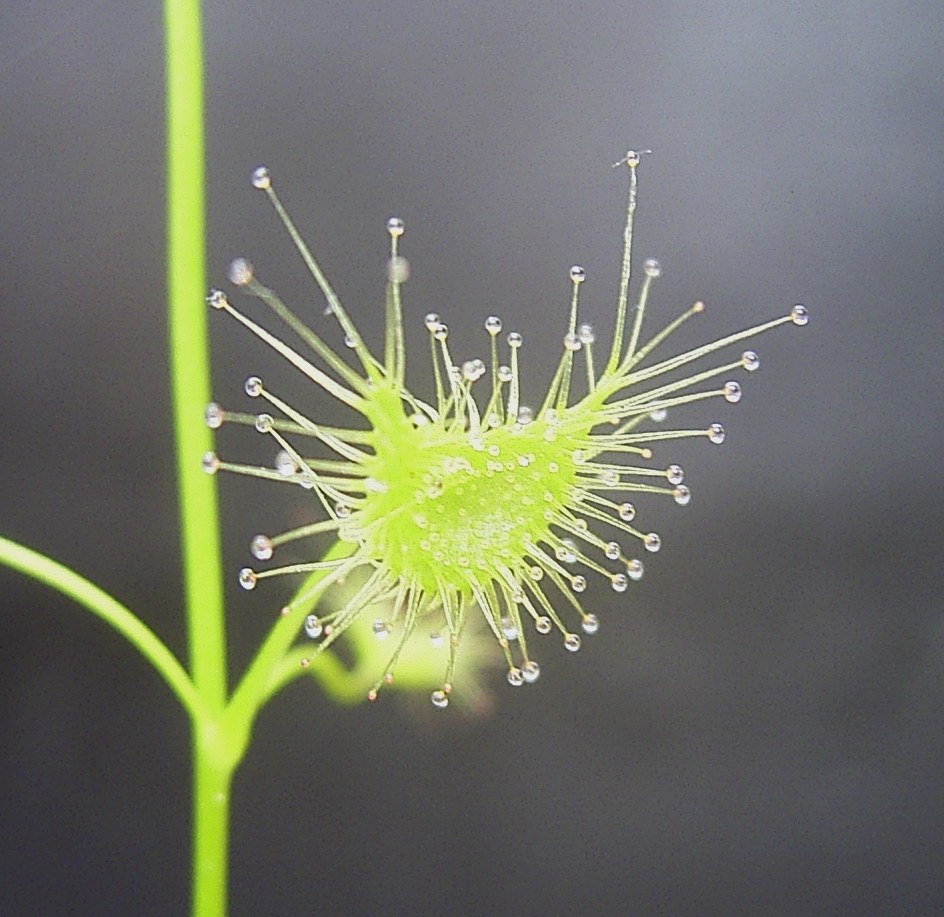
Sonnentaublatt mit Tentakeln (Drosera peltata)

Innerhalb der Gattung haben sich zahlreiche, teils sehr verschiedene Blattformen entwickelt, mit oder ohne Stiel. Eine der ungewöhnlichsten Formen hat dabei die ein- bis mehrfach gegabelte Drosera binata. Je nach Art ist das gesamte Fangblatt unterschiedlich stark beweglich und unterstützt so den Fangvorgang, so kann der Kap-Sonnentau (Drosera capensis) sein Blatt um mehr als 360° biegen und seine Beute dadurch nahezu völlig einschließen.
Siehe auch: Emergenzen bei Drosera

#### Drüsen- oder Leimtentakel
Unabhängig von ihrer Form zeichnen sich alle Sonnentauarten durch ihre mit klebrigen Sekreten besetzten Tentakel auf den Blättern aus, die bei allen Arten der Gattung bewegt werden können. Die Leimtentakel am Blattrand sind oft stark verlängert. Es handelt sich um gestielte Drüsen, die ein klebriges, zuckerhaltiges Sekret absondern, dessen Schimmern Insekten anzieht, die dann am Sekret kleben bleiben. Die Tentakeln in der unmittelbaren Umgebung um die Beute neigen sich daraufhin ebenfalls in Richtung des Fangs und verstärken so die Haftung und spätere Verdauung. Die gefangenen Tiere finden entweder durch Erschöpfung den Tod oder ersticken am zähen Sekret, das in ihre Tracheen einsickert und diese verstopft. Die Tentakel sondern derweil Enzyme wie Esterase, Peroxidase, Phosphatase und Protease ab, die nun die Beute langsam zersetzen und die darin enthaltenen Nährstoffe lösen. Die so gelösten Nährstoffe werden dann von den auf der Blattoberfläche sitzenden Drüsen aufgenommen und für den Wachstumsprozess verwendet. Letztere können bei einigen Arten aber auch fehlen, so zum Beispiel bei Drosera erythrorhiza.

#### Schnelltentakel
Der Begriff Schnelltentakel wurde Anfang des Jahrtausends von Jan Schlauer geprägt, weil diese aufwärts schnellen und dabei gleichzeitig sehr schnell sein können. Es handelt sich dabei um trockene, besonders lange Tentakel am Blattrand die bei Berührung, durch eine Biegung um 180°, die Beute rücklings in die Leimtentakel im Blattzentrum schleudern. Dieses Fangsystem wird auch als Katapult-Leimfalle bezeichnet. Die Bewegung findet in einer Gelenkzone statt, deren Funktion und Morphologie jedoch unterschiedlich ausfällt. Im Gegensatz zu den in alle Richtungen beweglichen, senkrecht auf der Blattoberfläche stehenden Leimtentakeln, können sich Schnelltentakel nur aufwärts oder abwärts bewegen, das jedoch aufgrund der breiten Basis recht kraftvoll und schnell. Sie kommen nur in der Untergattung Drosera vor. Viele Arten bilden zumindest als Sämlinge Schnelltentakel, bei ausgewachsenen Pflanzen kommen sie jedoch nur noch bei Arten mit einer basalen Rosette vor während sie bei aufrecht wachsenden Arten fehlen. Ihre Geschwindigkeit, Funktion und Morphologie unterscheidet sich in verschiedenen Sektionen. Für die Dauer des Fangvorgangs wurden bei Zwergdrosera (Sektion Bryastrum) Zeiten im Zehntelsekundenbereich gemessen. Am schnellsten ist der Vorgang bei D. glanduligera, wo er nur 75 ms dauert (Zum Vergleich: Venusfliegenfalle: 100 ms). Allerdings handelt es sich bei dieser Art um nur einmalig funktionierende Tentakel, da durch hohen hydraulischen Druck Zellen der Gelenkzone zerstört werden. Bei allen anderen Arten begeben sich die Tentakel nach einiger Zeit wieder in ihre Ausgangsposition.

#### Nichtdrüsige Emergenzen

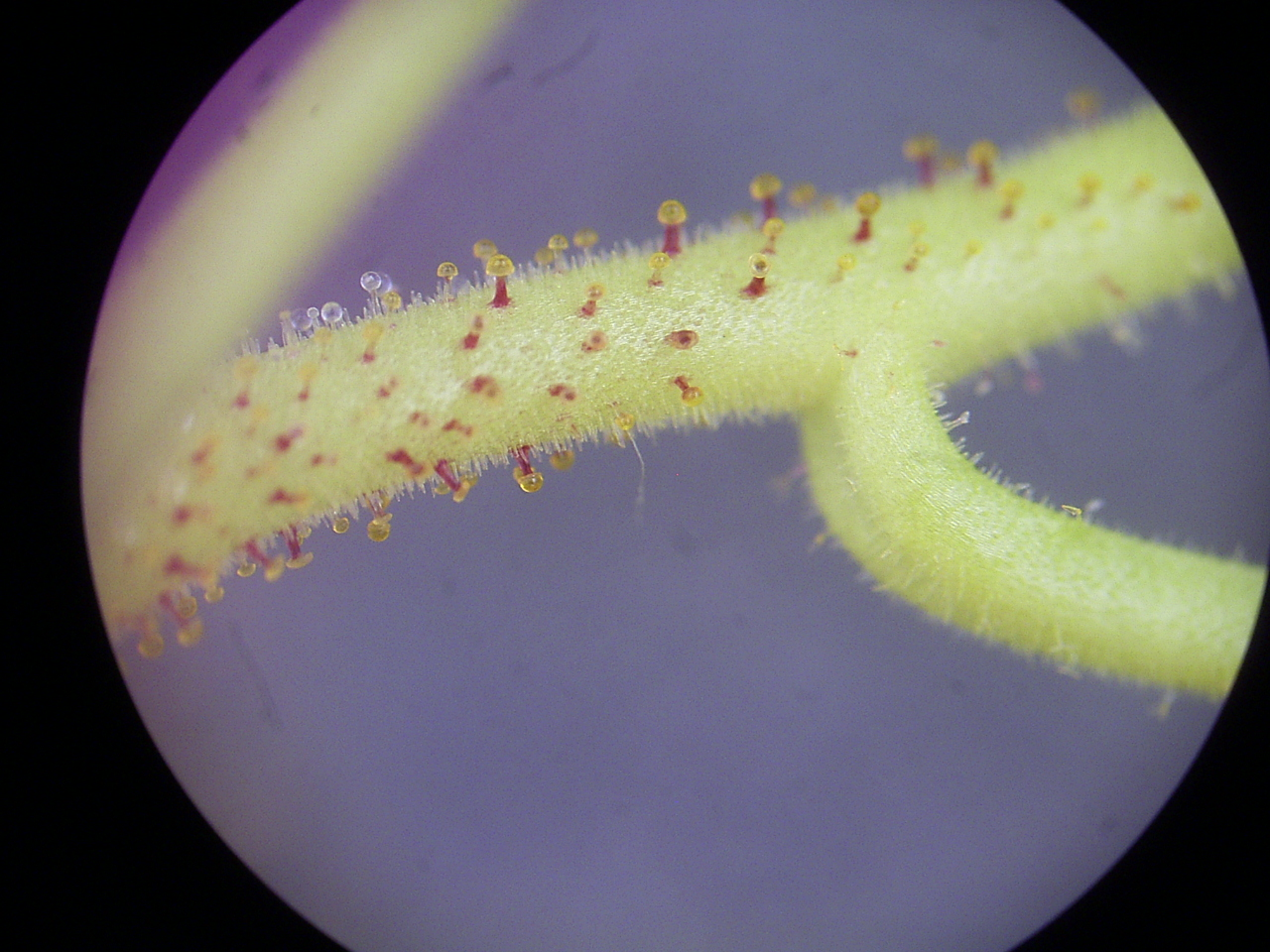
Emergenzen an australischer Drosera indica

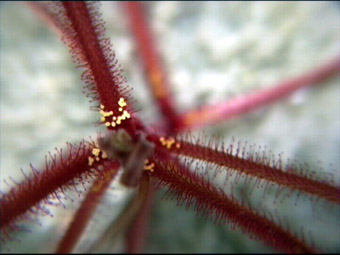
Emergenzen von Drosera hartmeyerorum

Einige Arten (Sektion Arachnopus) haben neben den Fangtentakeln auch modifizierte Tentakeln entwickelt mit teils noch ungeklärter Funktion. Diese scheiden weder Fangsekrete noch Enzyme aus und unterscheiden sich in Größe und Struktur deutlich von Fangtentakeln. Im Falle von Drosera hartmeyerorum dienen sie möglicherweise der Anlockung durch ihre auffällige Färbung.
Die auf den Fangblättern über die ganze Blattfläche verteilten Emergenzen von Drosera indica sind zwischen 0,1 und 1,0 mm klein, pilzförmig und besitzen bei australischen Varietäten einen halbkugelförmigen gelben Kopf, während afrikanische Varietäten einen transluziden, gewellt tellerförmigen Kopf aufweisen. Diese sind so klein, dass sie mit bloßem Auge kaum wahrnehmbar sind, eine optische Attraktivität für Insekten gilt daher als eher unwahrscheinlich.
Bei Drosera hartmeyerorum befinden sich die gut sichtbaren, 3–4 mm großen, leuchtend gelben Emergenzen konzentriert an der Blattbasis der immer dunkelroten Fangblätter sowie über den dunkelroten sichelförmigen Brakteen des Blütenstandes, wo sie eine regelrechte Lichterkette bilden. Sie zeigen eine komplexe Struktur: Auf einem transparenten Tentakelstiel sitzt als Kopf eine aus wabenförmigen, transparenten Riesenzellen gebildete, linsenartige Struktur, die einfallendes Licht auf ein kompaktes, leuchtend gelbes Zentrum fokussiert. Fällt nun Licht auf die Emergenzenköpfe, leuchten diese hellgelb auf. Besonders durch die auf den roten Brakteen des Blütenstandes sitzenden „Linsententakel“ entsteht durch Lichteinfall eine regelrechte gelbe Lichterkette. Da Insekten eine andere Farbwahrnehmung haben, ist das Dunkelrot der Pflanze für sie ein fast schwarzer Hintergrund, vor dem die Emergenzen kontrastreich leuchten.

### Blüten, Früchte und Samen

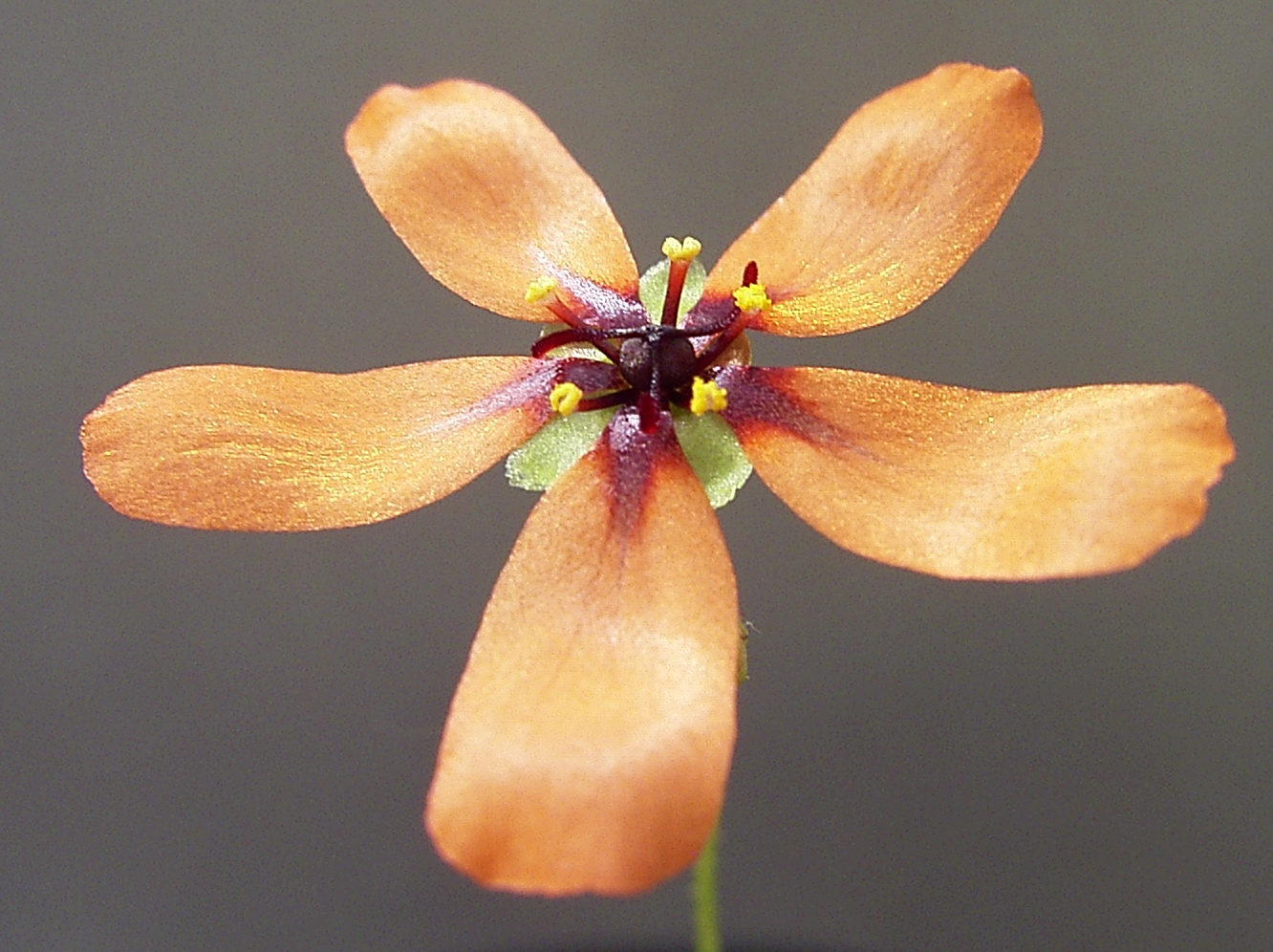
Blüte von Drosera leucoblasta

Die Blüten des Sonnentaus stehen, wie bei fast allen Karnivoren üblich, meist an sehr langen Blütenständen über der Pflanze, damit mögliche Bestäuberinsekten nicht durch die Blätter gefangen werden. Die meist ungegabelten Blütenstände sind in der Regel Wickel, deren Blüten sich einzeln öffnen und meist nur kurz blühen. Entscheidend für die Öffnung der Blüte ist vor allem die Intensität der Sonne; die Blütenstände sind außerdem „heliotrop“, wenden sich also zur Sonne hin. Des Weiteren wurde ein Schließen der Blüten bei mechanischer Stimulation beobachtet.
Die radiären, zwittrigen Blüten sind immer einfach und fünfzählig; nur zwei Arten fallen diesbezüglich aus dem Rahmen, nämlich die vierzählige Drosera pygmaea und die acht- bis zwölfzählige Drosera heterophylla.
Die Blüten der meisten Arten sind ausgesprochen klein (unter 1,5 cm), einige wenige (Drosera regia und Drosera cistiflora) haben jedoch Blüten mit einer Größe von bis zu vier Zentimetern Durchmesser. In der Regel sind Sonnentaublüten weiß oder rosa. Eine etwas größere Farbvielfalt herrscht bei den australischen und afrikanischen Arten; dort kommen vereinzelt auch orange (Drosera callistos), rote (Drosera cistiflora), gelbe (Drosera zigzagia) oder gar violett-metallicfarbene (Drosera microphylla) vor.
Die Fruchtknoten sind oberständig. Es werden Kapselfrüchte mit sehr vielen kleinen Samen gebildet. Viele Sonnentauarten sind selbstbefruchtend; häufig werden große Mengen an Samen produziert. Die Samen sind schwarz, staubfein und lichtkeimend, verlieren aber schnell an Keimfähigkeit. Fast alle Arten sind Windstreuer, bei einigen wenigen Arten (Drosera felix, Drosera kaieteurensis) gibt es eine spezielle Verbreitungsform, bei denen die Samen durch den „Aufschlag“ eines Regentropfens aus der Samenkapsel herausgeschleudert werden (Regentropfen- oder Splash-Cup-verbreitung). Arten temperierter Zonen sind Frostkeimer.

## Verbreitung

Verbreitungskarte der Gattung

Die Areale der Gattung erstrecken sich insgesamt von Kanada im Norden bis Neuseeland im Süden. Die Hauptverbreitungsgebiete sind mit annähernd 50 Prozent aller Arten Australien, Südamerika mit zwanzig bis dreißig Arten sowie das südliche Afrika. Einige wenige Arten kommen großflächig in Eurasien und Nordamerika vor; diese Areale sind aber eher als Randgebiet der Gattung anzusehen, ebenso wie die äußersten arktischen Vorkommen. Möglicherweise ist die evolutionäre Trennung der Gattung auf das Auseinanderdriften der ehemals als Superkontinent Gondwana zusammengehörenden Kontinente zurückzuführen, aber auch eine nachfolgende Zerstreuung über weite Entfernung hin wird diskutiert. Dabei wird als Ursprung der Gattung Australien oder Afrika angenommen.
In Europa existieren (neben den Naturhybriden Drosera × obovata und Drosera × eloisiana) nur drei Arten: der Rundblättrige Sonnentau (D. rotundifolia), der Langblättrige Sonnentau (D. anglica) und der Mittlere Sonnentau (D. intermedia).
Häufig wird die Gattung als kosmopolitisch bezeichnet, also als weltweit vorkommend. Der Botaniker Ludwig Diels, Autor der bisher einzigen Monographie über die Familie, bezeichnete dies jedoch als „arge Verkennung ihrer höchst eigentümlichen Verbreitungsverhältnisse“, obwohl die Sonnentau-Arten „einen beträchtlichen Teil der Erdoberfläche besetzt“ hielten. Insbesondere wies er auf ihr Fehlen in nahezu allen ariden Zonen, zahlreichen tropischen Regenwaldgebieten, an der amerikanischen Pazifikküste, in Polynesien, dem Mittelmeerraum und Nordafrika hin sowie auf die sehr geringe Artenvielfalt in temperierten Zonen, zum Beispiel Europa und Nordamerika.

## Habitate

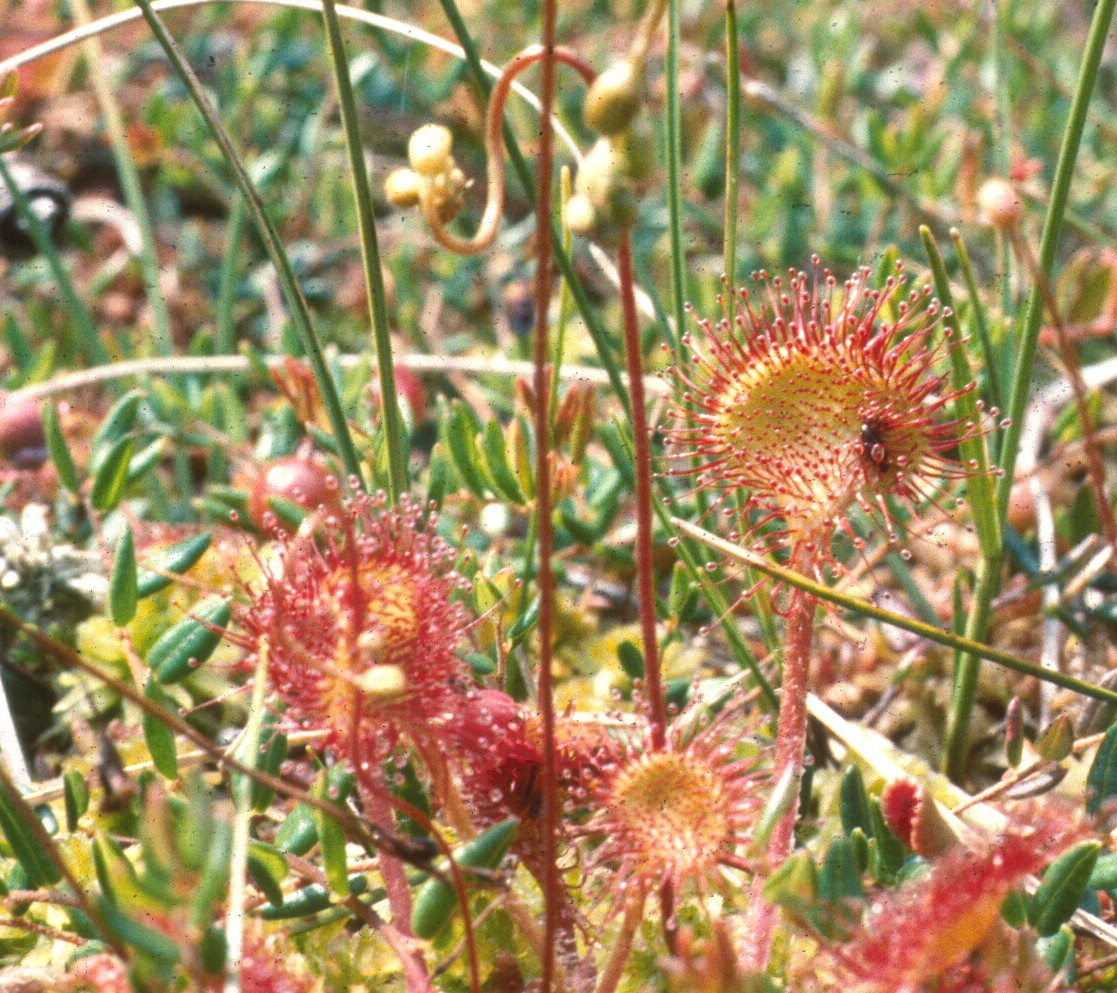
Rundblättriger Sonnentau am natürlichen Standort – Hochmoor im Nordschwarzwald

Sonnentauarten wachsen in der Regel in saisonal feuchten, seltener dauernassen Gebieten mit nährstoffarmen, sauren Böden und viel Sonne, z. B. in Mooren, Heiden, Sümpfen, im Wallum, Fynbos, auf Inselbergen, aber auch in Marschland und an den Ufern von Fließgewässern. Viele Formen wachsen gemeinsam mit Torfmoosen, die dem Untergrund Nährstoffe entziehen und ihn zugleich versauern, wodurch sie das Wachstum möglicher Konkurrenten behindern.
Allerdings ist die Gattung in ihren Habitatansprüchen sehr variabel; in einzelnen Fällen schaffen Arten es sogar, in sehr untypischen Gebieten wie Regenwäldern, Wüsten (z. B. Drosera burmannii und Drosera indica) oder auch in Biotopen mit starker Beschattung zu siedeln (Queenslanddrosera). Auch die temperierten Arten, die über den Winter Hibernakel ausbilden, stellen eine solche Form der Anpassung an abweichende Habitate dar, da die Arten der Gattung üblicherweise eher warme Klimata bevorzugen und nur bedingt frosthart sind.

## Gefährdung

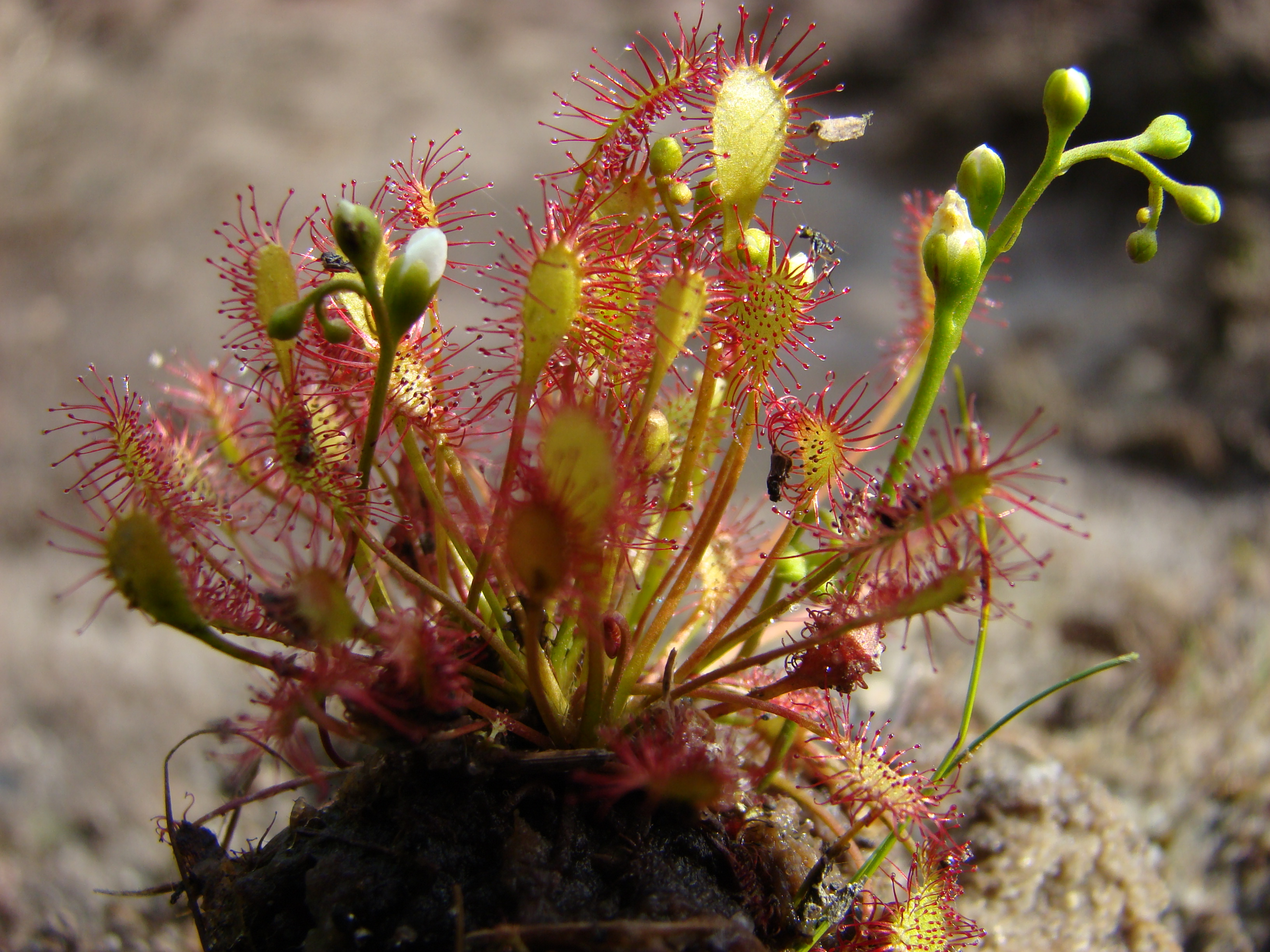
Mittlerer Sonnentau (Drosera intermedia) kurz vor Blühbeginn

Alle heimischen Drosera-Arten stehen in Deutschland, Österreich und der Schweiz unter Naturschutz. Auch in anderen europäischen Ländern wie Finnland, Ungarn, Frankreich oder Bulgarien sind Drosera-Arten gesetzlich geschützt. In Mitteleuropa stellte über lange Zeit die Nutzung der Lebensräume durch Trockenlegung und Torfabbau die Hauptgefährdung dar. Dadurch sind in zahlreichen Regionen die Bestände dieser empfindlichen Pflanzen inzwischen verschollen bzw. ausgestorben. Die Erfahrungen haben gezeigt, dass einmal verlorene Standorte nicht mehr durch Wiederansiedelung zurückgewonnen werden können, da der ökologische Spielraum hinsichtlich der Standortfaktoren sehr eng begrenzt ist. Durch den verstärkten gesetzlichen Schutz der Moore und Anmoore sowie die Bemühungen um deren Renaturierung konnte der Rückgang des Sonnentaus zwar gebremst werden, dennoch sind die meisten Sonnentau-Arten weiterhin stark gefährdet. Das relativ unscheinbare Erscheinungsbild sowie der kleine, niedrige Wuchs dieser Pflanzen erschwert generell die Schutzbemühungen vor Ort. Oft werden Sonnentaugewächse im Gelände übersehen oder gar nicht erkannt.
In zwei der drei Hauptverbreitungsgebiete, in Südafrika und Australien, unterliegen die dortigen Lebensräume der Sonnentaue starkem Nutzungsdruck durch den Menschen. Insbesondere expandierende Siedlungsgebiete (Queensland, Perth, Kapstadt) sowie die Trockenlegung von Feuchtgebieten für die Land- und Forstwirtschaft gefährden die häufig nur in isolierten Gebieten existierenden Bestände. Auch durch die Dürren, die sich in Teilen Australiens bereits mehr als zehn Jahre hinziehen und vermutlich eine Folge der globalen Erwärmung sind, fallen zunehmend Standorte trocken, dies stellt ebenfalls mittelbar eine Bedrohung der dortigen Arten dar.
Gerade die nur in äußerst eng umgrenzten Standorten zu findenden Arten unterliegen durch die Absammlung von Wildpflanzen der größten Gefahr von Totalverlusten. Aufgrund massiven Raubbaus für den Export in Madagaskar gilt Drosera madagascariensis als stark gefährdet, jährlich werden dort 10–200 Millionen Pflanzen für Vermarktungszwecke abgesammelt.

## Phylogenetik
Das folgende Kladogramm stellt die Beziehungen zwischen den verschiedenen Sektionen bzw. Untergattungen anhand der Analysen von Rivadavia u. a. 2003 dar. Die monotypische Sektion Meristocaulis wurde nicht in die Untersuchungen mit einbezogen, so dass ihre Stellung in diesem System unklar ist, neuere Untersuchungen stellen sie aber in die Nähe der Sektion Bryastrum bzw. gliedern sie dort ein. Da die Sektion Drosera polyphyletisch ist, taucht sie mehrfach innerhalb des Kladogramms auf ( * ).
Diese phylogenetische Untersuchung hat die Notwendigkeit einer Revision der Gattung noch deutlicher werden lassen.
|  | \| \| Sektion Drosera * \| \| \| \| \| \| Sektion Ptycnostigma Planch. \| \| \| \| |
|  |                                                                                    |
|  | Sektion Drosera *                                                                  |
|  |                                                                                    |
|  | Sektion Drosera *                                                                  |
|  |                                                                                    |
|  | Sektion Ptycnostigma Planch.                                                       |
|  |                                                                                    |

|  | Sektion Drosera *            |
|  |                              |
|  | Sektion Ptycnostigma Planch. |
|  |                              |

|  | \| \| Sektion Drosera * \| \| \| \| \| \| Sektion Ptycnostigma Planch. \| \| \| \| |
|  |                                                                                    |
|  | Sektion Drosera *                                                                  |
|  |                                                                                    |
|  | Sektion Drosera *                                                                  |
|  |                                                                                    |
|  | Sektion Ptycnostigma Planch.                                                       |
|  |                                                                                    |

|  | Sektion Drosera *            |
|  |                              |
|  | Sektion Ptycnostigma Planch. |
|  |                              |

|  | Untergattung Ergaleium DC. |
|  |                            |
|  | Sektion Phycopsis Planch.  |
|  |                            |

|  | Sektion Bryastrum Planch.    |
|  |                              |
|  | Sektion Lasiocephala Planch. |
|  |                              |

|  | Untergattung Ergaleium DC. |
|  |                            |
|  | Sektion Phycopsis Planch.  |
|  |                            |

|  | Sektion Bryastrum Planch.    |
|  |                              |
|  | Sektion Lasiocephala Planch. |
|  |                              |

|  | Untergattung Ergaleium DC. |
|  |                            |
|  | Sektion Phycopsis Planch.  |
|  |                            |

|  | Sektion Bryastrum Planch.    |
|  |                              |
|  | Sektion Lasiocephala Planch. |
|  |                              |

|  | Untergattung Ergaleium DC. |
|  |                            |
|  | Sektion Phycopsis Planch.  |
|  |                            |

|  | Sektion Bryastrum Planch.    |
|  |                              |
|  | Sektion Lasiocephala Planch. |
|  |                              |

|  | \| \| Sektion Drosera * \| \| \| \| \| \| Sektion Ptycnostigma Planch. \| \| \| \| |
|  |                                                                                    |
|  | Sektion Drosera *                                                                  |
|  |                                                                                    |
|  | Sektion Drosera *                                                                  |
|  |                                                                                    |
|  | Sektion Ptycnostigma Planch.                                                       |
|  |                                                                                    |

|  | Sektion Drosera *            |
|  |                              |
|  | Sektion Ptycnostigma Planch. |
|  |                              |

|  | \| \| Sektion Drosera * \| \| \| \| \| \| Sektion Ptycnostigma Planch. \| \| \| \| |
|  |                                                                                    |
|  | Sektion Drosera *                                                                  |
|  |                                                                                    |
|  | Sektion Drosera *                                                                  |
|  |                                                                                    |
|  | Sektion Ptycnostigma Planch.                                                       |
|  |                                                                                    |

|  | Sektion Drosera *            |
|  |                              |
|  | Sektion Ptycnostigma Planch. |
|  |                              |

|  | Untergattung Ergaleium DC. |
|  |                            |
|  | Sektion Phycopsis Planch.  |
|  |                            |

|  | Sektion Bryastrum Planch.    |
|  |                              |
|  | Sektion Lasiocephala Planch. |
|  |                              |

|  | Untergattung Ergaleium DC. |
|  |                            |
|  | Sektion Phycopsis Planch.  |
|  |                            |

|  | Sektion Bryastrum Planch.    |
|  |                              |
|  | Sektion Lasiocephala Planch. |
|  |                              |

|  | Untergattung Ergaleium DC. |
|  |                            |
|  | Sektion Phycopsis Planch.  |
|  |                            |

|  | Sektion Bryastrum Planch.    |
|  |                              |
|  | Sektion Lasiocephala Planch. |
|  |                              |

|  | Untergattung Ergaleium DC. |
|  |                            |
|  | Sektion Phycopsis Planch.  |
|  |                            |

|  | Sektion Bryastrum Planch.    |
|  |                              |
|  | Sektion Lasiocephala Planch. |
|  |                              |

|  | \| \| Sektion Drosera * \| \| \| \| \| \| Sektion Ptycnostigma Planch. \| \| \| \| |
|  |                                                                                    |
|  | Sektion Drosera *                                                                  |
|  |                                                                                    |
|  | Sektion Drosera *                                                                  |
|  |                                                                                    |
|  | Sektion Ptycnostigma Planch.                                                       |
|  |                                                                                    |

|  | Sektion Drosera *            |
|  |                              |
|  | Sektion Ptycnostigma Planch. |
|  |                              |

|  | \| \| Sektion Drosera * \| \| \| \| \| \| Sektion Ptycnostigma Planch. \| \| \| \| |
|  |                                                                                    |
|  | Sektion Drosera *                                                                  |
|  |                                                                                    |
|  | Sektion Drosera *                                                                  |
|  |                                                                                    |
|  | Sektion Ptycnostigma Planch.                                                       |
|  |                                                                                    |

|  | Sektion Drosera *            |
|  |                              |
|  | Sektion Ptycnostigma Planch. |
|  |                              |

|  | Untergattung Ergaleium DC. |
|  |                            |
|  | Sektion Phycopsis Planch.  |
|  |                            |

|  | Sektion Bryastrum Planch.    |
|  |                              |
|  | Sektion Lasiocephala Planch. |
|  |                              |

|  | Untergattung Ergaleium DC. |
|  |                            |
|  | Sektion Phycopsis Planch.  |
|  |                            |

|  | Sektion Bryastrum Planch.    |
|  |                              |
|  | Sektion Lasiocephala Planch. |
|  |                              |

|  | Untergattung Ergaleium DC. |
|  |                            |
|  | Sektion Phycopsis Planch.  |
|  |                            |

|  | Sektion Bryastrum Planch.    |
|  |                              |
|  | Sektion Lasiocephala Planch. |
|  |                              |

|  | Untergattung Ergaleium DC. |
|  |                            |
|  | Sektion Phycopsis Planch.  |
|  |                            |

|  | Sektion Bryastrum Planch.    |
|  |                              |
|  | Sektion Lasiocephala Planch. |
|  |                              |

|  | \| \| Sektion Drosera * \| \| \| \| \| \| Sektion Ptycnostigma Planch. \| \| \| \| |
|  |                                                                                    |
|  | Sektion Drosera *                                                                  |
|  |                                                                                    |
|  | Sektion Drosera *                                                                  |
|  |                                                                                    |
|  | Sektion Ptycnostigma Planch.                                                       |
|  |                                                                                    |

|  | Sektion Drosera *            |
|  |                              |
|  | Sektion Ptycnostigma Planch. |
|  |                              |

|  | \| \| Sektion Drosera * \| \| \| \| \| \| Sektion Ptycnostigma Planch. \| \| \| \| |
|  |                                                                                    |
|  | Sektion Drosera *                                                                  |
|  |                                                                                    |
|  | Sektion Drosera *                                                                  |
|  |                                                                                    |
|  | Sektion Ptycnostigma Planch.                                                       |
|  |                                                                                    |

|  | Sektion Drosera *            |
|  |                              |
|  | Sektion Ptycnostigma Planch. |
|  |                              |

|  | Untergattung Ergaleium DC. |
|  |                            |
|  | Sektion Phycopsis Planch.  |
|  |                            |

|  | Sektion Bryastrum Planch.    |
|  |                              |
|  | Sektion Lasiocephala Planch. |
|  |                              |

|  | Untergattung Ergaleium DC. |
|  |                            |
|  | Sektion Phycopsis Planch.  |
|  |                            |

|  | Sektion Bryastrum Planch.    |
|  |                              |
|  | Sektion Lasiocephala Planch. |
|  |                              |

|  | Untergattung Ergaleium DC. |
|  |                            |
|  | Sektion Phycopsis Planch.  |
|  |                            |

|  | Sektion Bryastrum Planch.    |
|  |                              |
|  | Sektion Lasiocephala Planch. |
|  |                              |

|  | Untergattung Ergaleium DC. |
|  |                            |
|  | Sektion Phycopsis Planch.  |
|  |                            |

|  | Sektion Bryastrum Planch.    |
|  |                              |
|  | Sektion Lasiocephala Planch. |
|  |                              |

|  | \| \| Sektion Drosera * \| \| \| \| \| \| Sektion Ptycnostigma Planch. \| \| \| \| |
|  |                                                                                    |
|  | Sektion Drosera *                                                                  |
|  |                                                                                    |
|  | Sektion Drosera *                                                                  |
|  |                                                                                    |
|  | Sektion Ptycnostigma Planch.                                                       |
|  |                                                                                    |

|  | Sektion Drosera *            |
|  |                              |
|  | Sektion Ptycnostigma Planch. |
|  |                              |

|  | \| \| Sektion Drosera * \| \| \| \| \| \| Sektion Ptycnostigma Planch. \| \| \| \| |
|  |                                                                                    |
|  | Sektion Drosera *                                                                  |
|  |                                                                                    |
|  | Sektion Drosera *                                                                  |
|  |                                                                                    |
|  | Sektion Ptycnostigma Planch.                                                       |
|  |                                                                                    |

|  | Sektion Drosera *            |
|  |                              |
|  | Sektion Ptycnostigma Planch. |
|  |                              |

|  | Untergattung Ergaleium DC. |
|  |                            |
|  | Sektion Phycopsis Planch.  |
|  |                            |

|  | Sektion Bryastrum Planch.    |
|  |                              |
|  | Sektion Lasiocephala Planch. |
|  |                              |

|  | Untergattung Ergaleium DC. |
|  |                            |
|  | Sektion Phycopsis Planch.  |
|  |                            |

|  | Sektion Bryastrum Planch.    |
|  |                              |
|  | Sektion Lasiocephala Planch. |
|  |                              |

|  | Untergattung Ergaleium DC. |
|  |                            |
|  | Sektion Phycopsis Planch.  |
|  |                            |

|  | Sektion Bryastrum Planch.    |
|  |                              |
|  | Sektion Lasiocephala Planch. |
|  |                              |

|  | Untergattung Ergaleium DC. |
|  |                            |
|  | Sektion Phycopsis Planch.  |
|  |                            |

|  | Sektion Bryastrum Planch.    |
|  |                              |
|  | Sektion Lasiocephala Planch. |
|  |                              |

|  | \| \| Sektion Drosera * \| \| \| \| \| \| Sektion Ptycnostigma Planch. \| \| \| \| |
|  |                                                                                    |
|  | Sektion Drosera *                                                                  |
|  |                                                                                    |
|  | Sektion Drosera *                                                                  |
|  |                                                                                    |
|  | Sektion Ptycnostigma Planch.                                                       |
|  |                                                                                    |

|  | Sektion Drosera *            |
|  |                              |
|  | Sektion Ptycnostigma Planch. |
|  |                              |

|  | \| \| Sektion Drosera * \| \| \| \| \| \| Sektion Ptycnostigma Planch. \| \| \| \| |
|  |                                                                                    |
|  | Sektion Drosera *                                                                  |
|  |                                                                                    |
|  | Sektion Drosera *                                                                  |
|  |                                                                                    |
|  | Sektion Ptycnostigma Planch.                                                       |
|  |                                                                                    |

|  | Sektion Drosera *            |
|  |                              |
|  | Sektion Ptycnostigma Planch. |
|  |                              |

|  | Untergattung Ergaleium DC. |
|  |                            |
|  | Sektion Phycopsis Planch.  |
|  |                            |

|  | Sektion Bryastrum Planch.    |
|  |                              |
|  | Sektion Lasiocephala Planch. |
|  |                              |

|  | Untergattung Ergaleium DC. |
|  |                            |
|  | Sektion Phycopsis Planch.  |
|  |                            |

|  | Sektion Bryastrum Planch.    |
|  |                              |
|  | Sektion Lasiocephala Planch. |
|  |                              |

|  | Untergattung Ergaleium DC. |
|  |                            |
|  | Sektion Phycopsis Planch.  |
|  |                            |

|  | Sektion Bryastrum Planch.    |
|  |                              |
|  | Sektion Lasiocephala Planch. |
|  |                              |

|  | Untergattung Ergaleium DC. |
|  |                            |
|  | Sektion Phycopsis Planch.  |
|  |                            |

|  | Sektion Bryastrum Planch.    |
|  |                              |
|  | Sektion Lasiocephala Planch. |
|  |                              |

|  | \| \| Sektion Drosera * \| \| \| \| \| \| Sektion Ptycnostigma Planch. \| \| \| \| |
|  |                                                                                    |
|  | Sektion Drosera *                                                                  |
|  |                                                                                    |
|  | Sektion Drosera *                                                                  |
|  |                                                                                    |
|  | Sektion Ptycnostigma Planch.                                                       |
|  |                                                                                    |

|  | Sektion Drosera *            |
|  |                              |
|  | Sektion Ptycnostigma Planch. |
|  |                              |

|  | \| \| Sektion Drosera * \| \| \| \| \| \| Sektion Ptycnostigma Planch. \| \| \| \| |
|  |                                                                                    |
|  | Sektion Drosera *                                                                  |
|  |                                                                                    |
|  | Sektion Drosera *                                                                  |
|  |                                                                                    |
|  | Sektion Ptycnostigma Planch.                                                       |
|  |                                                                                    |

|  | Sektion Drosera *            |
|  |                              |
|  | Sektion Ptycnostigma Planch. |
|  |                              |

|  | Untergattung Ergaleium DC. |
|  |                            |
|  | Sektion Phycopsis Planch.  |
|  |                            |

|  | Sektion Bryastrum Planch.    |
|  |                              |
|  | Sektion Lasiocephala Planch. |
|  |                              |

|  | Untergattung Ergaleium DC. |
|  |                            |
|  | Sektion Phycopsis Planch.  |
|  |                            |

|  | Sektion Bryastrum Planch.    |
|  |                              |
|  | Sektion Lasiocephala Planch. |
|  |                              |

|  | Untergattung Ergaleium DC. |
|  |                            |
|  | Sektion Phycopsis Planch.  |
|  |                            |

|  | Sektion Bryastrum Planch.    |
|  |                              |
|  | Sektion Lasiocephala Planch. |
|  |                              |

|  | Untergattung Ergaleium DC. |
|  |                            |
|  | Sektion Phycopsis Planch.  |
|  |                            |

|  | Sektion Bryastrum Planch.    |
|  |                              |
|  | Sektion Lasiocephala Planch. |
|  |                              |

|  | \| \| Sektion Drosera * \| \| \| \| \| \| Sektion Ptycnostigma Planch. \| \| \| \| |
|  |                                                                                    |
|  | Sektion Drosera *                                                                  |
|  |                                                                                    |
|  | Sektion Drosera *                                                                  |
|  |                                                                                    |
|  | Sektion Ptycnostigma Planch.                                                       |
|  |                                                                                    |

|  | Sektion Drosera *            |
|  |                              |
|  | Sektion Ptycnostigma Planch. |
|  |                              |

|  | \| \| Sektion Drosera * \| \| \| \| \| \| Sektion Ptycnostigma Planch. \| \| \| \| |
|  |                                                                                    |
|  | Sektion Drosera *                                                                  |
|  |                                                                                    |
|  | Sektion Drosera *                                                                  |
|  |                                                                                    |
|  | Sektion Ptycnostigma Planch.                                                       |
|  |                                                                                    |

|  | Sektion Drosera *            |
|  |                              |
|  | Sektion Ptycnostigma Planch. |
|  |                              |

|  | Untergattung Ergaleium DC. |
|  |                            |
|  | Sektion Phycopsis Planch.  |
|  |                            |

|  | Sektion Bryastrum Planch.    |
|  |                              |
|  | Sektion Lasiocephala Planch. |
|  |                              |

|  | Untergattung Ergaleium DC. |
|  |                            |
|  | Sektion Phycopsis Planch.  |
|  |                            |

|  | Sektion Bryastrum Planch.    |
|  |                              |
|  | Sektion Lasiocephala Planch. |
|  |                              |

|  | Untergattung Ergaleium DC. |
|  |                            |
|  | Sektion Phycopsis Planch.  |
|  |                            |

|  | Sektion Bryastrum Planch.    |
|  |                              |
|  | Sektion Lasiocephala Planch. |
|  |                              |

|  | Untergattung Ergaleium DC. |
|  |                            |
|  | Sektion Phycopsis Planch.  |
|  |                            |

|  | Sektion Bryastrum Planch.    |
|  |                              |
|  | Sektion Lasiocephala Planch. |
|  |                              |

## Systematik
Die Gattung Drosera wird nach Seine & Barthlott, 1994, ergänzt um Revisionen und Neubeschreibungen in drei Untergattungen und elf Sektionen aufgeteilt, Grundlage für diese sind morphologische Merkmale.
Seit Jahrzehnten werden immer neue Arten entdeckt und beschrieben, noch in den 1940ern waren erst etwas über 80 Arten bekannt, 2018 bereits 244. Zahlreiche australische Arten wurden vor allem durch den Australier Allen Lowrie erstbeschrieben. Seine diesbezügliche Taxonomie wurde zwar 1996 durch den deutschen Botaniker Jan Schlauer in Frage gestellt, diese hat sich aber nicht durchgesetzt.

### Sektionen und Arten der GattungDrosera
| Sektion Arachnopus Planch. |
| - Drosera aquatica Lowrie: Sie kommt in Western Australia vor. - Drosera aurantiaca Lowrie: Sie kommt von Western Australia bis Northern Territory vor. - Drosera barrettiorum Lowrie: Sie kommt in Western Australia vor. - Drosera cucullata Lowrie: Sie kommt von Western Australia bis Northern Territory vor. - Drosera finlaysoniana Wall. ex Arn.: Sie kommt in Australien, Taiwan, Indo-China und auf den Philippinen vor. - Drosera fragrans Lowrie: Sie kommt von Western Australia bis Northern Territory vor. - Drosera glabriscapa Lowrie: Sie kommt in Western Australia vor. - Drosera hartmeyerorum Schlauer - Drosera indica L. - Drosera nana Lowrie: Sie kommt im australischen Northern Territory vor. - Drosera serpens Planch.: Sie kommt in Südostasien und im nördlichen Australien vor. |

| Sektion Arcturia Planch.                                                                               |
| - Drosera arcturi Hook. - Drosera murfetii Lowrie & Conran: Dieser Endemit kommt nur in Tasmanien vor. |

| Sektion Drosera |
| - Drosera affinis Welw. ex Oliv.: Sie kommt vom Kongogebiet bis Tansania und im südlichen tropischen Afrika vor. - Drosera alba E.Phillips - Drosera aliciae Raym.-Hamet - Drosera amazonica Rivadavia, A.Fleischm. & Vicent. - Drosera anglica Huds. - Drosera arenicola Steyerm.: Sie kommt im südlichen Venezuela vor. - Drosera bequaertii Taton: Sie kommt von der Demokratischen Republik Kongo bis ins nordöstliche Angola vor. - Drosera biflora Willd. ex Schult. (Syn.: Drosera esmeraldae (Steyerm.) Maguire & Wurdack): Sie kommt von Kolumbien bis ins nördliche Südamerika vor. - Drosera brevifolia Pursh - Drosera burkeana Planch. - Kap-Sonnentau (Drosera capensis L.) - Drosera capillaris Poir. - Drosera cayennensis Sagot ex Diels (Syn.: Drosera colombiana A.Fernald, Drosera panamensis M.D.Correa & A.S.Taylor): Sie kommt von Panama bis ins tropische Südamerika vor. - Drosera cendeensis Tamayo & Croizat: Dieser Endemit kommt nur im nordwestlichen Venezuela vor. - Drosera collinsiae N.E.Br. - Drosera communis A.St.-Hil. (Syn.: Drosera grantsaui Rivadavia): Sie kommt vom tropischen Südamerika bis ins nordöstliche Argentinien vor. - Drosera cuneifolia L.f. - Drosera dielsiana Exell & J.R.Laundon - Drosera elongata Exell & J.R.Laundon: Dieser Endemit kommt nur nordöstlichen Angola vor. - Drosera ericgreenii A.Fleischm., R.P.Gibson & Rivadavia - Fadenförmiger Sonnentau (Drosera filiformis Raf.) - Drosera glabripes (Harv. ex Planch.) Stein - Drosera graomogolensis T.R.S.Silva - Drosera hamiltonii C.R.P.Andrews - Drosera hilaris Cham. & Schltdl. - Drosera hirticalyx Duno de Stefano & Culham: Sie kommt vom südlichen Venezuela bis Brasilien vor. - Drosera humbertii Exell & J.R.Laundon: Sie kommt in Madagaskar vor. - Drosera insolita Taton - Mittlerer Sonnentau (Drosera intermedia Hayne) - Drosera kaieteurensis Brumm.-Ding. (Syn.: Drosera felix Steyerm. & L.B.Sm.) - Drosera katangensis Taton: Sie kommt in der Demokratischen Republik Kongo vor. - Drosera linearis Goldie - Drosera madagascariensis DC. - Drosera montana A.St.-Hil. (Syn.: Drosera hirtella A.St.-Hil.): Sie kommt in Bolivien und Brasilien vor. - Drosera natalensis Diels - Drosera neocaledonica Raym.-Hamet: Sie kommt in Neukaledonien vor. - Drosera nidiformis Debbert: Sie kommt vom Kap bis KwaZulu-Natal vor. - Drosera oblanceolata Y.Z.Ruan: Sie kommt in den chinesischen Provinzen Guangxi und Guangdong vor. - Drosera peruensis T.R.S.Silva & M.D.Correa - Drosera pilosa Exell & J.R.Laundon: Sie kommt von Burundi bis zum tropischen Ostafrika und in Kamerun vor. - Drosera ramentacea Burch. ex DC. - Drosera roraimae (Klotzsch ex Diels) Maguire & J.R.Laundon: Sie kommt vom südlichen Venezuela bis Guayana und dem nördlichen Brasilien vor. - Rundblättriger Sonnentau (Drosera rotundifolia L.): Es gibt zwei Unterarten. - Drosera slackii Cheek: Sie kommt nur in der südafrikanischen Provinz Westkap vor. - Drosera solaris A.Fleischm., Wistuba & S.McPherson - Drosera spatulata Labill. - Drosera stenopetala Hook.f.: Sie kommt in Neuseeland und auf den Antipoden-Inseln vor. - Drosera trinervia Spreng. - Drosera ultramafica A.Fleischm., A.S.Rob. & S.McPherson: Sie kommt auf den Philippinen vor. - Drosera uniflora Willd. - Drosera villosa A.St.-Hil.: Sie kommt im südöstlichen und im südlichen Brasilien vor. - Drosera viridis Rivadavia: Sie kommt in Brasilien vor. - Drosera yutajensis Duno de Stefano & Culham: Sie kommt in Venezuela vor. |

| Sektion Bryastrum Planch. |
| - Drosera allantostigma (N.G.Marchant & Lowrie) Lowrie & Conran - Drosera barbigera Planch.: Es gibt zwei Unterarten: - Drosera barbigera Planch. subsp. barbigera - Drosera barbigera subsp. silvicola (Lowrie & Carlquist) Schlauer (Syn.: Drosera silvicola Lowrie & Carlquist) - Drosera callistos N.G.Marchant & Lowrie - Drosera citrina Lowrie & Carlquist - Drosera closterostigma N.G.Marchant & Lowrie - Drosera dichrosepala Turcz.: Es gibt zwei Unterarten: - Drosera dichrosepala Turcz. subsp. dichrosepala - Drosera dichrosepala subsp. enodes (N.G.Marchant & Lowrie) Schlauer (Syn.: Drosera enodes N.G.Marchant & Lowrie) - Drosera echinoblastus N.G.Marchant & Lowrie - Drosera eneabba N.G.Marchant & Lowrie - Drosera gibsonii P.Mann - Drosera grievei Lowrie & N.G.Marchant - Drosera helodes N.G.Marchant & Lowrie - Drosera hyperostigma N.G.Marchant & Lowrie - Drosera lasiantha Lowrie & Carlquist - Drosera leucoblasta Benth. (Syn.: Drosera miniata Diels) - Drosera leucostigma (N.G.Marchant & Lowrie) Lowrie & Conran - Drosera mannii Cheek - Drosera meristocaulis Maguire & Wurdack - Drosera nitidula Planch. - Drosera nivea Lowrie & Carlquist. Wird besser als Varietät Drosera citrina var. nivea (Lowrie & Carlquist) Schlauer zu Drosera citrina gestellt. - Drosera occidentalis Morrison (Syn.: Drosera microscapa Debbert) - Drosera omissa Diels - Drosera oreopodion N.G.Marchant & Lowrie - Drosera paleacea DC.: Es gibt vier Unterarten: - Drosera paleacea subsp. leioblastus (N.G.Marchant & Lowrie) Schlauer (Syn.: Drosera leioblastus N.G.Marchant & Lowrie) - Drosera paleacea subsp. paleacea - Drosera paleacea subsp. roseana (N.G.Marchant & Lowrie) Schlauer (Syn.: Drosera roseana N.G.Marchant & Lowrie) - Drosera paleacea subsp. stelliflora (Lowrie & Carlquist) Schlauer (Syn.: Drosera stelliflora Lowrie & Carlquist) - Drosera parvula Planch. (Syn.: Drosera androsacea Diels): Es gibt zwei Unterarten: - Drosera parvula subsp. parvula - Drosera parvula subsp. sargentii (Lowrie & N.G.Marchant) Schlauer (Syn.: Drosera sargentii Lowrie & N.G.Marchant) - Drosera patens Lowrie & Conran - Drosera pedicellaris Lowrie - Drosera platystigma Lehm. (Syn.: Drosera sewelliae Diels) - Drosera pulchella Lehm. - Drosera pycnoblasta Diels - Drosera pygmaea DC. - Drosera rechingeri Strid - Drosera scorpioides Planch. - Drosera spilos N.G.Marchant & Lowrie - Drosera walyunga N.G.Marchant & Lowrie |

| Sektion Coelophylla Planch.  |
| - Drosera glanduligera Lehm. |

| Sektion Lasiocephala Planch. |
| - Drosera banksii R.Br. ex DC. - Drosera brevicornis Lowrie - Drosera broomensis Lowrie - Drosera caduca Lowrie - Drosera darwinensis Lowrie - Drosera derbyensis Lowrie - Drosera dilatatopetiolaris Kondô: Sie kommt nur im australischen Northern Territory vor. - Drosera falconeri Kondô & P.Tsang: Sie kommt nur im australischen Northern Territory vor. - Drosera kenneallyi Lowrie - Drosera lanata K.Kondo: Sie kommt im nördlichen Australien vor. - Drosera ordensis Lowrie - Drosera paradoxa Lowrie - Drosera petiolaris R.Br. ex DC. (Syn.: Drosera fulva Planch.): Sie kommt von Neuguinea bis ins nördliche Australien vor. |

| Sektion Phycopsis Planch. |
| - Drosera binata Labill.  |

| Sektion Proliferae C.T.White                                                                                          |
| - Drosera adelae F.Muell. - Drosera buubugujin M.T.Mathieson - Drosera prolifera C.T.White - Drosera schizandra Diels |

| Sektion Ptycnostigma Planch.                                                     |
| - Drosera acaulis L.f. - Drosera cistiflora L. - Drosera pauciflora Banks ex DC. |

| Sektion Thelocalyx Planch.                                |
| - Drosera burmanni Vahl - Drosera sessilifolia A.St.-Hil. |

| Sektion Oosperma Schlauer |
| - Drosera camporupestris Rivadavia: Sie kommt im brasilianischen Bundesstaat Minas Gerais vor. - Drosera chrysolepis Taub.: Sie kommt von Ecuador bis ins nordöstliche Peru und in Brasilien vor. - Drosera graminifolia A.St.-Hil.: Sie kommt im brasilianischen Bundesstaat Minas Gerais vor. - Drosera tentaculata Rivadavia: Sie kommt in Brasilien vor. |

| Sektion Ergaleium (DC.) Planch. |
| - Drosera andersoniana Fitzg. ex Ewart & Jean White - Drosera bulbigena Morrison - Drosera erythrogyne N.G.Marchant & Lowrie - Drosera gigantea Lindl. - Drosera graniticola N.G.Marchant - Drosera heterophylla Lindl. - Drosera huegelii Endl. - Drosera intricata Planch.: Sie kommt im südwestlichen Australien vor. - Drosera macrantha Endl.: Sie kommt in zwei Unterarten im südwestlichen und im südöstlichen Australien vor. - Drosera marchantii DeBuhr: Sie kommt im südwestlichen Australien vor. - Drosera menziesii R.Br. ex DC. - Drosera microphylla Endl.: Sie kommt im südwestlichen Australien vor. - Drosera modesta Diels: Sie kommt im südwestlichen Australien vor. - Drosera moorei (Diels) Lowrie: Sie kommt im südwestlichen Australien vor. - Drosera myriantha Planch.: Sie kommt im südwestlichen Australien vor. - Drosera neesii Lehm. (Syn.: Drosera sulphurea Lehm.): Sie kommt in zwei Unterarten im südwestlichen und im westlichen Australien vor. - Drosera pallida Lindl.: Sie kommt im südwestlichen Australien vor. - Drosera peltata Thunb. - Drosera radicans N.G.Marchant: Sie kommt nur im westlichen Western Australia vor. - Drosera salina N.G.Marchant & Lowrie: Sie kommt im südwestlichen Australien vor. - Drosera stricticaulis (Diels) O.H.Sarg.: Sie kommt im südwestlichen Australien vor. - Drosera subhirtella Planch.: Sie kommt im südwestlichen Australien vor. - Drosera subtilis N.G.Marchant: Sie kommt im nördlichen Australien vor. - Drosera zigzagia Lowrie: Sie kommt im südwestlichen Australien vor. |

| Sektion Erythrorhizae Planch. |
| - Drosera aberrans (Lowrie & Carlquist) Lowrie & Conran : Sie kommt im südöstlichen Australien vor. - Drosera browniana Lowrie & N.G.Marchant: Sie kommt im südwestlichen Australien vor. - Drosera bulbosa Hook. (Syn.: Drosera rosulata Lehm.): Sie kommt in zwei Unterarten im südwestlichen Australien vor. - Drosera erythrorhiza Lindl.: Sie kommt in zwei Unterarten im südwestlichen Australien vor. - Drosera lowriei N.G.Marchant: Sie kommt im südwestlichen Australien vor. - Drosera macrophylla Lindl.: Sie kommt im südwestlichen Australien vor. - Drosera orbiculata N.G.Marchant & Lowrie: Sie kommt im südwestlichen Australien vor. - Drosera prostratoscaposa Lowrie & Carlquist - Drosera schmutzii Lowrie & Conran: Sie kommt im südlichen Australien vor. - Drosera whittakeri Planch. (Syn.:Drosera praefolia Tepper) - Drosera zonaria Planch. |

| Sektion Stoloniferae DeBuhr |
| - Drosera fimbriata DeBuhr: Sie kommt im südwestlichen Australien vor. - Drosera platypoda Turcz. - Drosera ramellosa Lehm.: Sie kommt im südwestlichen Australien vor. - Drosera humilis Planch.: Sie kommt im westlichen Western Australia vor. - Drosera monticola (Lowrie & N.G.Marchant) Lowrie: Sie kommt im südwestlichen Australien vor. - Drosera porrecta Lehm.: Sie kommt im südwestlichen Australien vor. - Drosera rupicola (N.G.Marchant) Lowrie - Drosera prostrata (N.G.Marchant & Lowrie) Lowrie: Sie kommt im südwestlichen Australien vor. - Drosera purpurascens Schlotth.: Sie kommt im südwestlichen Australien vor. - Drosera stolonifera Endl.: Sie kommt im südwestlichen Australien vor. |

| Untergattung Regiae Seine & Barthlott       |
| ------------------------------------------- |
| - Königs-Sonnentau (Drosera regia Stephens) |

| Weitere neu beschriebene Arten (ohne Zuordnung zu einer Untergattung) |
| --- |
| - Drosera australis (N.G.Marchant & Lowrie) Lowrie & Conran: Sie kommt im südwestlichen Australien vor. - Drosera bindoon Lowrie: Sie kommt in Western Australia vor. - Drosera chimaera Gonella & Rivadavia: Sie kommt in Brasilien vor. - Drosera coalara Lowrie & Conran: Sie kommt in Western Australia vor. - Drosera collina (N.G.Marchant & Lowrie) Lowrie: Sie kommt im südwestlichen Australien vor. - Drosera coomallo Lowrie & Conran: Sie kommt in Western Australia vor. - Drosera depauperata Lowrie & Conran: Sie kommt in Western Australia vor. - Drosera eremaea (N.G.Marchant & Lowrie) Lowrie & Conran: Sie kommt im südwestlichen Australien vor. - Drosera esperensis Lowrie: Sie kommt in Western Australia vor. - Drosera geniculata (N.G.Marchant & Lowrie) Lowrie: Sie kommt im südwestlichen Australien vor. - Drosera hirsuta Lowrie & Conran: Sie kommt in Western Australia vor. - Drosera indumenta Lowrie & Conran: Sie kommt in Western Australia vor. - Drosera latifolia (Eichler) Gonella & Rivadavia: Sie kommt in Brasilien vor. - Drosera magna (N.G.Marchant & Lowrie) Lowrie: Sie kommt im südwestlichen Australien vor. - Der Prächtige Sonnentau (Drosera magnifica Rivadavia & Gonella), publiziert 2016, ist mit Wuchshöhen von bis zu 123 Zentimetern die größte Art, aufgespürt auf Fotos, gepostet im sozialen Netzwerks Facebook. Dieser Endemit „wächst wohl nur auf einem einzigen rund 1.500 Meter hohen Berg in Brasilien und gilt als gefährdet“. - Drosera major (Diels) Lowrie: Sie kommt im südwestlichen Australien vor. - Drosera micra Lowrie & Conran: Sie kommt in Western Australia vor. - Drosera monantha (Lowrie & Carlquist) Lowrie: Sie kommt im südwestlichen Australien vor. - Drosera prophylla (N.G.Marchant & Lowrie) Lowrie: Sie kommt im südwestlichen Australien vor. - Drosera riparia Gonella & Rivadavia: Sie kommt in Brasilien vor. - Drosera spirocalyx Rivadavia & Gonella: Sie kommt in Brasilien vor. - Drosera trichocaulis (Diels) Lowrie & Conran: Sie kommt im südwestlichen Australien vor. - Drosera verrucata Lowrie & Conran: Sie kommt in Western Australia vor. - Drosera yilgarnensis R.P.Gibson & B.J.Conn: Sie kommt in Western Australia vor. |

## Verwendung

### Heilpflanze
Im Sonnentau sind verschiedene medizinisch wirksame Inhaltsstoffe enthalten, nämlich Naphthochinonderivate (Plumbagin, Droseron, Ramentaceon) und Flavonglykoside (Quercetin, Myricetin, Kampferöl). Sonnentau war Bestandteil vom Droserin-Kampfer-Liniment der Frankfurter Arzneimittelfabrik GmbH.
Sonnentau wurde gegen Reizhusten, zur Herzstärkung und als Aphrodisiakum, aber auch zur Behandlung von Sonnenbrand und gegen Sommersprossen verwendet. Als Hustenmedizin wurde er Anfang der 1990er Jahre noch in 200–300 zugelassenen Präparaten der Medizin eingesetzt, zumeist in Kombination mit weiteren Wirkstoffen. Unter den Präparaten sind heutzutage auch einige aus der als Heilmethode deklarierten, jedoch nach gegenwärtigen Stand der Wissenschaft wirkungslosen Homöopathie vertreten, wobei Sonnentau und andere Wirkstoffe als sogenannte Urtinktur verwendet werden.
Auf Wildsammlungen in Deutschland wird allerdings mittlerweile verzichtet; stattdessen werden entweder Gebiete in Madagaskar, Spanien, Frankreich, Polen und dem Baltikum abgeerntet oder es wird Sonnentau aus deutschen Zuchten verwendet, dort vor allem die schnellwüchsigen Arten Drosera madagascariensis, Drosera ramentacea, aber auch der Rundblättrige und der Mittlere Sonnentau.

### Gewebezucht
Die durch den Sonnentau gebildeten klebrigen Sekrete (adhäsive Stoffe) finden bereits in der Biomedizin Anwendung. Sie sind ein natürliches Hydrogel und damit biokompatibel sowie gewebeähnlich. Da sich mit dem Sekret Zellen aneinanderkleben lassen, eignet es sich optimal für die Züchtung von Gewebe.

### Zierpflanzen
Durch ihre Karnivorie und die als anmutig empfundenen Fangblätter sind Sonnentauarten beliebte Zierpflanzen. Die meisten Arten haben allerdings aufgrund meist schwieriger Haltungsbedingungen oder der komplizierten Vermehrung nur geringe Marktchancen. Wenige, robuste Arten sind jedoch neben der Venusfliegenfalle als geläufige Karnivoren für den Massenmarkt mittlerweile in vielen Gartencentern oder Baumärkten erhältlich, insbesondere der Kap-Sonnentau und Drosera aliciae.
Auch die anderen Sonnentauarten werden von einem weltweiten, mehrere Tausende starken, Kreis von Sammlern kultiviert; es befinden sich derzeit so gut wie alle Arten in Kultur. Da viele Sonnentau-Arten sehr eng begrenzte Verbreitungsgebiete haben und auch in diesen selten sind, hat dies durch starke Absammlungen zu Rückgang und Gefährdung einiger Arten beigetragen.

### Sonnentau-Arten als Nahrungsmittel
Bei den australischen Aborigines stellen die Knollen der dort heimischen Knollendrosera ein beliebtes Nahrungsmittel dar.

## Etymologie und Geschichte

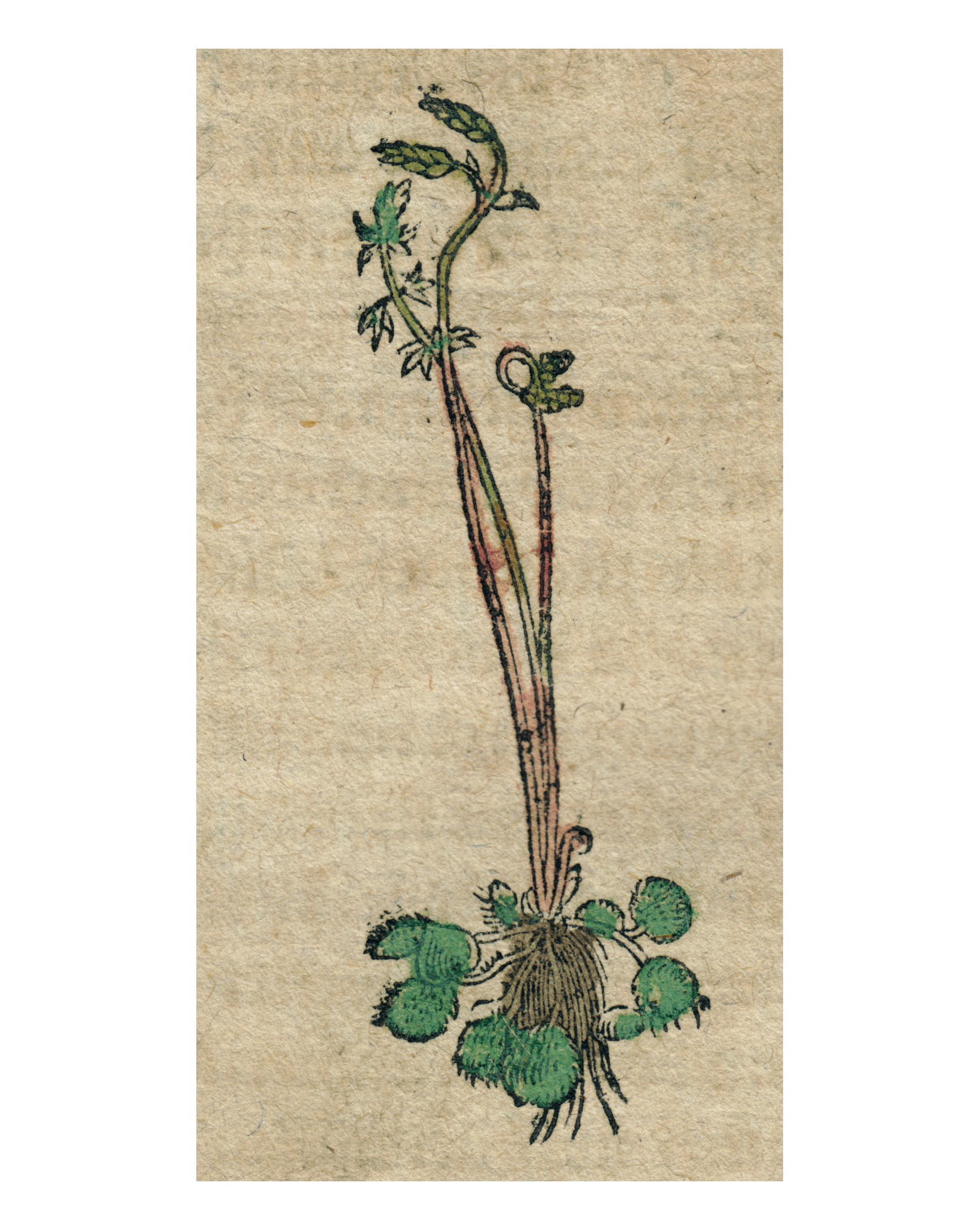
«Jungfraw hor» – Drosera rotundifolia. Hieronymus Bock 1546

Der botanische Name entstammt dem griechischen «δρόσος», «drosos» für „Tau“. Der deutsche Name ist eine Übersetzung des älteren botanischen Namens «ros solis». All diese Namen leiten sich vom glänzenden Aussehen der zahlreichen Drüsensekrettropfen an der Spitze der Tentakel ab, die an morgendliche Tautropfen erinnern.

## Nachweise
- Wilhelm Barthlott, Stefan Porembski, Rüdiger Seine, Inge Theisen: Karnivoren. Biologie und Kultur fleischfressender Pflanzen. Eugen Ulmer, Stuttgart (Hohenheim) 2004, ISBN 3-8001-4144-2.
- A. Correa, D. Mireya, Tania Regina Dos Santos Silva: Drosera (Droseraceae). (= Flora Neotropica Monograph. Band 96). New York 2005, ISBN 0-89327-463-1. (spanisch, englisch)
- Charles Darwin: Insectenfressende Pflanzen. Stuttgart 1876.
- Ludwig Diels: Droseraceae. In: Adolf Engler (Hrsg.): Das Pflanzenreich. 4, 112, 1906, S. 109.
- Allen Lowrie: Carnivorous Plants of Australia. Bände 1–3, Nedlands, Western Australia, 1987–1998. (englisch)

## Weiterführende Literatur
- Charles Darwin: Insectenfressende Pflanzen. In: Ch. Darwin’s gesammelte Werke. Band 8, E. Schweizerbart’sche Verlagshandlung (E. Koch), Stuttgart 1876; Text der deutschen Ausgabe auf Wikisource